# Mais Sponcio
Il mais sponcio è una cultivar di granoturco coltivato prevalentemente nella Val Belluna, a ridosso del Parco Nazionale Dolomiti Bellunesi, in particolare nei comuni di Cesiomaggiore, Feltre e Santa Giustina.
Si tratta di una cultivar di mais iscritta nel Registro Nazionale dei Prodotti Tradizionali. 
Il nome "sponcio", comunemente impiegato nel dialetto locale, deriva dal fatto che le cariossidi hanno una forma notevolmente appuntita, ovvero si tratta di uno dei tanti mais "rostrati".
Il mais sponcio è un'antica varietà bellunese ad impollinazione libera, con maturazione medio-precoce, ottimamente adattata alle zone montane bellunesi.
Presenta spighe affusolate a tutolo bianco, con semi dalla inconfondibile forma a punta, da cui il nome dialettale sponcio, cioè che punge. La consistenza vitrea e il colore gialloarancio intenso delle cariossidi, unitamente alla tradizionale macinatura a pietra, ne fanno una varietà ottima per ottenere la classica polenta di montagna, gialla, densa, soda, forte e profumata e con le caratteristiche pagliuzze marroni. 
La produttività si attesta mediamente sui 35 quintali/ettaro, con rese alla macinazione del 65% e valori ettolitrici della granella di oltre 85 kg/hl. La pianta è alta e vigorosa a (rostro) semi-integrale.

## Storia
La presenza del mais è segnalata a Feltre già nel 1588 e nel 1637: «si riferisce che la panocia sia qui già capillarmente diffusa». Difficile risulta però puntualizzare sui nomi e sulla data di introduzione delle singole varietà di mais allora coltivate. Occorre attendere le note del 1882 di G. Cantoni o le campionature scientifiche del 1904 della Cattedra Ambulante di Agricoltura di Belluno per trovare precisi riferimenti ai mais rostrati o a becco, ovvero al mais sponcio.

Risulta plausibile che la diffusione del mais sponcio sia correlata, come per molte altre varietà, alle emigrazioni transoceaniche di fine ottocento nell'America del Sud. Da allora la storia del mais procede secondo due binari, quello del rigore scientifico e quello della sapienza contadina. Ciò ha permesso al progetto "Interventi per la tutela e la conservazione del germoplasma cerealicolo del Veneto" - promosso dalla Regione Veneto e gestito dall'Istituto "Strampelli" di Lonigo - di recuperare nel bellunese - a cura dell'Istituto Agrario di Feltre e del Museo Etnografico Provinciale - importanti varietà ed ecotipi locali di mais.
Tra queste varietà, gli agricoltori locali associati hanno rivolto la loro particolare attenzione e sforzi imprenditoriali alla varietà rostrata. Dal 1999 la Cooperativa Agricola La Fiorita di Cesiomaggiore ne ha avviato con successo la produzione, la valorizzazione e promozione, tanto da rendere necessario nel 2008 la creazione del Consorzio di Tutela.

## Consorzio di tutela
Per tutelare prodotti e produttori, nel gennaio 2008 si è costituito il Consorzio Tutela Mais Sponcio, che oggi raggruppa circa venti agricoltori per un totale di circa 13 ettari coltivati. Le produzioni sono realizzate unicamente nel territorio bellunese secondo un disciplinare tecnico sostenibile eco-compatibile, che norma le fasi di coltivazioni in campo, di essiccazione, molitura e confezionamento. In accordo tra i soci, queste ultime fasi sono affidate alla Cooperativa Agricola La Fiorita di Cesiomaggiore, che ne cura anche la vendita e la promozione.

## Riconoscimenti
Il mais sponcio e la sua farina per polenta è inserito nell'Elenco Nazionale dei Prodotti Agroalimentari Tradizionali, è compreso dalla Regione Veneto tra le varietà a rischio di erosione genetica e meritevole di valorizzazione, inserito tra i prodotti "Carta Qualità" del Parco Nazionale Dolomiti Bellunesi e tra i "Sapori" della "Strada dei Formaggi e Sapori delle Dolomiti Bellunesi".